# 清武町あさひ
清武町あさひ（きよたけちょうあさひ）とは、宮崎県宮崎市および旧宮崎郡清武町の地名。清武地域自治区に属している。郵便番号は889-1609。1丁目・2丁目が設置されている。

## 地理
宮崎市の中南部、宮崎県道27号宮崎北郷線（旧国道269号）と八重川の左岸（西側）の間に位置する。清武町加納乙の一部をもって成立した。北方の一部が源藤町に接する以外、清武町加納乙に囲まれている。

## 歴史
1995年度から1997年度にかけて施行された「清武町下加納土地区画整理事業」施行地区にあたる。
- 2010年（平成22年）3月23日 - 清武町が宮崎市に編入合併となる。

## 世帯数と人口
2023年（令和5年）3月1日現在の世帯数と人口は以下の通りである。
| 町丁              | 世帯数  | 人口  |
| ----------------- | ------- | ----- |
| 清武町あさひ1丁目 | 125世帯 | 251人 |
| 清武町あさひ2丁目 | 109世帯 | 168人 |

## 小・中学校の学区
市立小・中学校に通う場合、学区は以下の通りとなる。
| 町名         | 小学校             | 中学校             |
| ------------ | ------------------ | ------------------ |
| 清武町あさひ | 宮崎市立加納小学校 | 宮崎市立加納中学校 |

## 交通

### バス
宮交グループの運営するバスが営業している。

### 道路
- 宮崎県道27号宮崎北郷線